# 亞倫·戴斯納
亞倫·戴斯納（1976年4月23日—）是出生於美國俄亥俄州辛辛那提的唱片製作人、多種樂器演奏家和詞曲創作人，和孿生兄弟布萊斯·戴斯納一起為美國另類搖滾國民樂團的創始成員。除了樂團，他還參與創作、製作其他音樂人的作品，其中最知名的為擔任主要製作人和共同創作者、，前者榮獲第63屆格莱美奖年度专辑。
《滾石》在2023年將兄弟二人評選為有史以來第243名的最偉大吉他手。

## 外部連結
- 官方网站